# Sparapet
Sparapet (en armeni Սպարապետ) és el nom d'un títol militar hereditari usat a Armènia a l'antiguitat.
El que portava el títol era el comandant suprem de l'exèrcit. Era equivalent al títol d'Ishpabadh que existia a Pàrtia, que el portava el comandant en cap. A Armènia el títol el van tenir les famílies dels Camsaracans i dels Mamiconis, fins que el país es va integrar a l'Imperi Romà d'Orient, quan els senyors feudals de la casa dels Bagratuní van prendre aquest títol.